# CS Case-Pilote
El CS Case-Pilote es un equipo de fútbol con sede de Case-Pilote, Martinica. Actualmente juega en el Campeonato Nacional de Martinica.

## Historia
El club fue fundado en el año de 1937 por Omar Kromwell, a pesar de nunca ganar los títulos del Campeonato Nacional de Martinica logró ganar 3 títulos de Copa de Martinica y solo tuvo una aparición en la Copa de Francia en la temporada 2001-02.

## Palmarés
- Copa de Martinica : 3

1977, 2006, 2010
- Promoción de Honor de Martinica: 2

1979, 2014

## Participaciones en las competiciones de Francia
- Copa de Francia: 1 presencia

2001-02